# Blang Mee Barat
Blang Mee Barat is een bestuurslaag in het regentschap Bireuen van de provincie Atjeh, Indonesië. Blang Mee Barat telt 918 inwoners (volkstelling 2010).